# Same d'Akkala

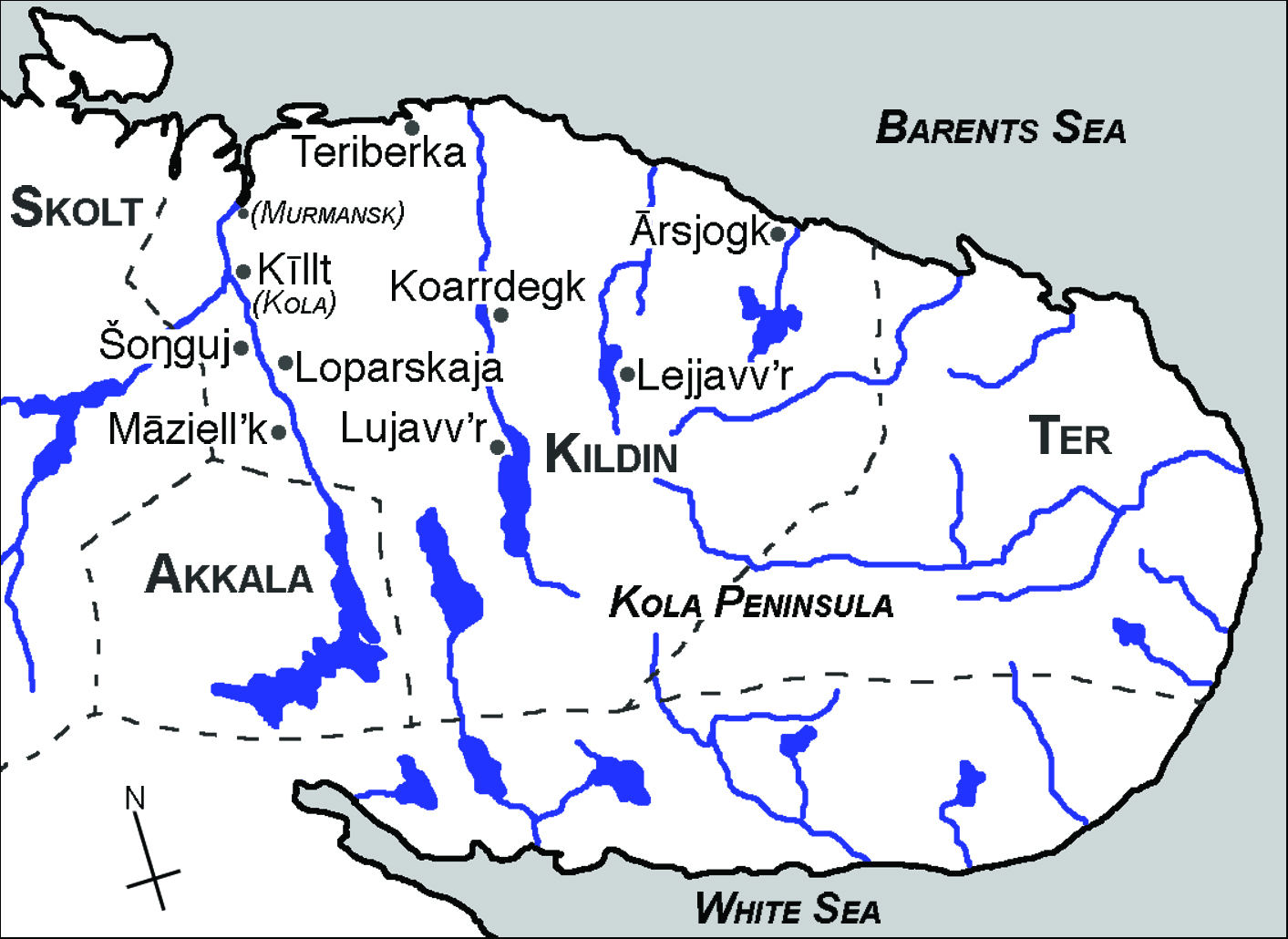
Carte des langues sames de la péninsule de Kola.

Le same d’Akkala est une langue same anciennement parlée dans le sud-ouest de la péninsule de Kola, en Russie. Il est proche du same skolt.
Le same d’Akkala est une langue éteinte depuis le 29 décembre 2003, date de la mort de son dernier locuteur, Marja Sergina,.